# جیمز چستر
جیمز چستر (انگلیسی: James Chester؛ زادهٔ ۲۳ ژانویهٔ ۱۹۸۹) یک بازیکن فوتبال اهل ولز است.